# Oospila sporadata
Oospila sporadata är en fjärilsart som beskrevs av W. Warren 1906. Oospila sporadata ingår i släktet Oospila och familjen mätare. Inga underarter finns listade i Catalogue of Life.